# Šepuru
Šepuru (hattisch: Šewuru) ist eine hattische und  hethitische Fruchtbarkeitsgottheit. Der Name könnte zu hattisch wur („Land, Erde“) gehören.
Šepuru wurde in der heiligen Stadt Zippalanda zusammen mit dem Vegetationsgott Telipinu verehrt und beiden wurde auf der Tenne geopfert. In der hethitischen Hauptstadt Ḫattuša opferte der König am elften Tag des AN.TAḪ.ŠUM-Festes am Tor der Korngöttin Ḫalki ebenfalls dem Götterpaar Telipinu und Šepuru. Dass diese Gottheit eng mit Getreide in Verbindung stand, dafür spricht auch, dass in einem Text von einem Bildnis Šepurus die Rede ist, das neben einer Mühle steht.